# فرودگاه بین‌المللی سردار جنگل رشت
فرودگاه بین‌المللی سردار جنگل رشت (یاتا: RAS، ایکائو: OIGG) در بلوار ولی عصر کلانشهر رشت واقع شده‌است. فرودگاه بین المللی سردار جنگل رشت  در سال ۱۳۱۷ خورشیدی بنیانگذاری شد.
در فرودگاه سردار جنگل رشت زیرساخت و گنجایش برای ۱۰۰ پرواز در روز برای پروازهای درون‌مرزی و فرامرزی وجود دارد.
جای‌گیری فرودگاه رشت در کانون استان گیلان باعث پوشش سفرهای هوایی شهرستان‌های این استان و استان‌های پیرامون است. این فرودگاه دارای جایگاه ارتباطی پیرامون دریای کاسپین و در مسیر کریدور شمال–جنوب (کریدور نوستراک) و در سومین شهر گردشگرپذیر ایران (رشت) واقع گردیده‌است.
فرودگاه رشت سیزدهمین فرودگاه پررفت‌وآمد در ایران است.
بزودی مسیر پروازی رشت به سنندج برای ایرانیان کُرد ساکن رشت، گردشگران ساکن غرب کشور و همچنین اقلیم کردستان عراق برای سفر به رشت راه اندازی می شود.

## تاریخچه
در دهه بیست شمسی برای تسریع حمل ونقل مسافر و کالا، فرودگاهی در رشت راه‌اندازی شد. باند این فرودگاه در جوار کارخانه الکتریک ایران رشت (لامپ سازی) خیابان رودباری کنونی قرار داشت که نزد اهالی قدیم این شهر، به زمین طیاره یا بالون صحرا معروف بود.
فرودگاه مزبور که سال‌ها با نام سلیمان داراب نیز خوانده می‌شد، در ۱۸ خرداد ۱۳۲۶ به همت محمود ضرابی، نمایندهٔ وقت ادارهٔ هواپیمایی کشوری (وزارت راه) در گیلان رسماً افتتاح شد. ابتدا روزهای دوشنبه و پنج شنبه در مسیر هوایی رشت-تهران-تبریز و بالعکس شرکت سهامی هواپیمائی ایران پرواز می‌کرد.
این فرودگاه بعدها، پس از چندین سال فعالیت تعطیل شد و تأسیساتش در سال ۱۳۴۴ به محل فرودگاه در بلوار ولی عصر فعلی رشت ساخته شده بود، منتقل گردید و از سال ۱۳۴۷ به‌طور رسمی به عنوان اولین فرودگاه مدرن استان گیلان افتتاح شد.
در تابستان سال ۱۳۸۹ اعلام شد با ایجاد محدودیت (تحریم) در پذیرش هواپیماهای ایرباس در اتحادیه اروپا و برای جبران سوخت مورد نیاز پروازهای برد بلند سوختگیری تعدادی از پرواز هواپیماهای پهن پیکر شرکت هواپیمایی جمهوری اسلامی (هما) به مقاصد استکلهم و هامبورگ از فرودگاه بین‌المللی سردار جنگل رشت انجام می‌شد. فرودگاه رشت از لحاظ ارتفاع از سطح دریا منجر به بیشینه سوختگیری و تنها مسیر خط پروازی کناره دریاچه کاسپین (خرز) است و از این لحاظ مقرون به صرفه‌ترین خط پروازی کشورهای حوزه کشورهای اسکاندیناوی و اروپای مرکزی می‌باشد.
در شهریور ماه ۱۳۹۲ دفتر سرپرستی ایستگاه‌های شمال کشور هواپیمایی آسمان در ترمینال جدید فرودگاه رشت ایجاد شد، با راه‌اندازی این دفتر از آن زمان تمامی تصمیمات مربوط به مسیرهای پروازی – تجهیزات فنی و جذب نیرو برای استانهای گیلان، مازندران و گلستان در رشت گرفته می‌شود. دفتر ایستگاه‌های شمال کشور هواپیمایی آسمان حدود ۲۰۰ نیرو در ۴ بخش عملیات پرواز - فنی- اداری- مالی و حراست دارد.
در آذر ۱۳۹۵ شرکت هواپیمایی نفت ایران با استقرار یک فروند هواپیمای فوکر ۵۰ این فرودگاه را به عنوان سومین قطب خود در کشور برگزید و همه روزه پروازهای صبحگاهی از رشت به تهران انجام می‌داد که به علت کمبود ناوگان متوقف شد. در سال ۱۳۹۳ بسیاری از پروازها و مسیرهای پروازی فرودگاه رشت با وجود مسافر کافی (میانگین ۹۹ مسافر در هر پرواز) به بهانه تحریم‌ها و کمبودهای شرکت‌های هواپیمایی لغو و غیرفعال شد؛ که سبب افزایش قیمت بلیط‌های شناور و انحصاری شدن برخی مسیرها برای برخی شرکت‌های هواپیمایی شد.

## توسعه فرودگاه
احداث تاکسی وی موازی، ساماندهی زهکش‌ها و کانال‌های آب اطراف باند و جلوگیری از صدمه به سازه باند، تغییر مسیر رودخانه‌های ابتدا و انتهای باند، انتقال محل پایگاه هوادریا مستقر در حاشیه استریپ پروازی، جانمایی برای احداث ساختمان تشریفات جدید، احداث ساختمان جهت خدمات‌رسانی در شرایط بحران اعم از زلزله و برف و… از طرح‌های توسعه‌ای فرودگاه رشت است.

### تملک اراضی
بر اساس مصوبه سفر استانی هیئت دولت به شهر رشت قرار است ۲۲۰ هکتار از اراضی اطراف فرودگاه رشت به تملک این فرودگاه درآید که این موضوع برغم تأکید رئیس‌جمهوری با عدم پیگیری استاندار و استانداری گیلان هنوز عملی نشده‌است. تملک این اراضی تعیین‌کننده وضعیت و سرنوشت فرودگاه بین اللملی رشت برای پنجاه سال آینده خواهد بود. محمدباقر نوبخت در جریان سفر خود به گیلان با حضور در پاویون فرودگاه سردار جنگل رشت اظهار امیدواری کرد که جلسه‌ای برای تصمیم‌گیری وضعیت توسعه آینده و تملک اراضی این فرودگاه در محل دفتر کار خود در معاونت راهبردی رئیس‌جمهوری برگزار شود.
توسعه فضای فعلی فرودگاه، نقش موُثری در افزایش تعداد پروازها و ارائه خدمات با کیفیت‌تر ایفا می‌کند بنابراین نیاز به تملک اراضی برای توسعه زیرساخت‌های فرودگاه امری ضروریست و یکی از بخش‌های توسعه داخلی، مربوط به پارکینگ فرودگاه می‌شود که فاز اول آن اجرایی شده اما در فاز دوم به دلیل نداشتن اعتبارات اقدامی صورت نگرفته‌است. این در حالی است که دولت برای فرودگاه‌های سایر استان‌ها سرمایه‌گذاری و اقدام به انعقاد قراداد توسعه با شرکت‌های خارجی نموده‌است.
استفاده نکردن فرودگاه از اعتبارات دولتی را یکی از عوامل اصلی خریداری نشدن زمین‌های اطراف فرودگاه است و علاوه بر قوانین دست و پاگیر که رسیدگی به تملک بیش از ۱۶۰ هکتار از اراضی اطراف فرودگاه را دوچندان کرده‌است، عدم استفاده از اعتبارات دولتی نیز عامل مهمی در خریداری نشدن این زمین‌ها به‌شمار می‌رود.

### عدم دریافت گواهینامه فرودگاهی پروازهای خارجی
غلامرضا کریم‌آقایی، مدیر کل فرودگاه سردار جنگل رشت، در مرداد ۱۳۹۵ عدم نصب تجهیزات دید افقی پرواز جهت نصب سیستم روشنایی و تقرب پرواز، طول باند فرودگاه سردار جنگل رشت که ۲۹۰۰ متر است و می‌بایست حداقل ۳۵۰۰ متر باشد را علاوه بر عدم بروزرسانی سیستم‌های کمک ناوبری مثل ILS, DME ,D.VOR و رعایت الزامات ICAO از دلایلی برشمرد که تا کنون منجر به عدم دریافت گواهینامه فرودگاهی پروازهای خارجی در فرودگاه سردار جنگل شده‌اند. نداشتن این گواهینامه مانعی بزرگ جهت راه اندازه پروازهای خارجی است.
باند فرودگاه هم‌اکنون توانایی پذیرش ایرباس ای۳۸۰ را ندارد. عدم استقرار گمرک ۲۴ ساعته از موانع بزرگ پروازهای خارجی است. نبود پایانه بار، ۲۴ ساعته نبودن فرودگاه و عدم صدور روادید فرودگاهی از عمده موانع توسعه و استفاده از ظرفیت‌های این فرودگاه است.

## مقصدها
| شرکت‌های هواپیمایی      | مقصدهای پروازی                                      |
| ---------------------- | --------------------------------------------------- |
| ایران ایر              | تهران، اهواز، تبریز، گرگان، اصفهان، ارومیه          |
| هواپیمایی آسمان        | تهران، بندر عباس، شیراز، عسلویه                     |
| کیش ایر                | مشهد، کیش                                           |
| هواپیمایی قشم          | تهران                                               |
| هواپیمایی وارش         | بندرعباس                                            |
| هواپیمایی سپهران       | مشهد                                                |
| هواپیمایی کارون        | اهواز                                               |
| هواپیمایی ایران ایرتور | مشهد، کیش                                           |
| هواپیمایی آتا          | تهران، مشهد، گرگان                                  |
| هواپیمایی ساها         | عسلویه                                              |
| هواپیمایی کاسپین       | عسلویه                                              |
| هواپیمایی ماهان        | عسلویه                                              |
|                        | سنندج (بزودی)                                       |
| هواپیمایی پویا         | تهران، شیراز، نجف                                   |
| هواپیمایی پارس         | تهران، اصفهان، کرمان، تبریز، آستراخان، مسقط، باتومی |
| هواپیمایی چابهار       | مشهد                                                |
| هواپیمایی معراج        | تهران                                               |

### آمار پروازی
درصد رشد نشست و برخاست هواپیما در ۱۰ سال گذشته باوجود افزایش مسافر همواره از میانگین کشوری پایین‌تر بوده‌است. افزایش تقاضا و کاهش پروازها سبب افزایش قیمت غیرقانونی بلیط در برخی مسیرهای فرودگاه رشت شده‌است. رتبه فرودگاه رشت در پروازهای بین اللملی سال ۲۰۱۵ از میان ۲۹ فرودگاه ایران ۲۰ام است. فرودگاه رشت از نظر تعداد پرواز در سه‌ماهه اول سال ۱۳۹۵ با ۳۲ درصد رشد نسبت به سال در رتبه ۱۴ام فرودگاه‌های ایران و رتبه اول فرودگاه‌های شمال ایران است.
هم‌اکنون این فرودگاه دارای شش پرواز بین‌المللی بسمت خارج می‌باشد: نجف، آستراخان، مسقط و باتومیبغداد و بصره

## بخش‌های فرودگاه رشت

### ترمینال‌ها

#### ترمینال پروازهای داخلی
ترمینال مسافری جدید فرودگاه رشت به مساحت ۶۰۰۰ مترمربع در سال ۱۳۹۲ رسماً افتتاح شد. ترمینال جدید با طراحی مدرن و تسهیلات رفاهی مناسب ساخته شده‌است. عدم راه اندازی جت وی و رفت و آمد پیاده مسافران از ترمینال به هواپیما و بلعکس با توجه به شرایط جوی رشت از مشکلات این پایانه جدید است.

#### ترمینال پروازهای خارجی
پس از بهره‌برداری از ترمینال جدید پروازهای داخلی، ترمینال قدیمی فرودگاه رشت که در سال ۱۳۴۷ ساخته شده با بهسازی برای پروازهای خارجی مورد استفاده قرار میگرد. ساخت ترمینال جدید پروازهای خارجی از برنامه‌های این فرودگاه است.

#### ترمینال CIP (پاویون)

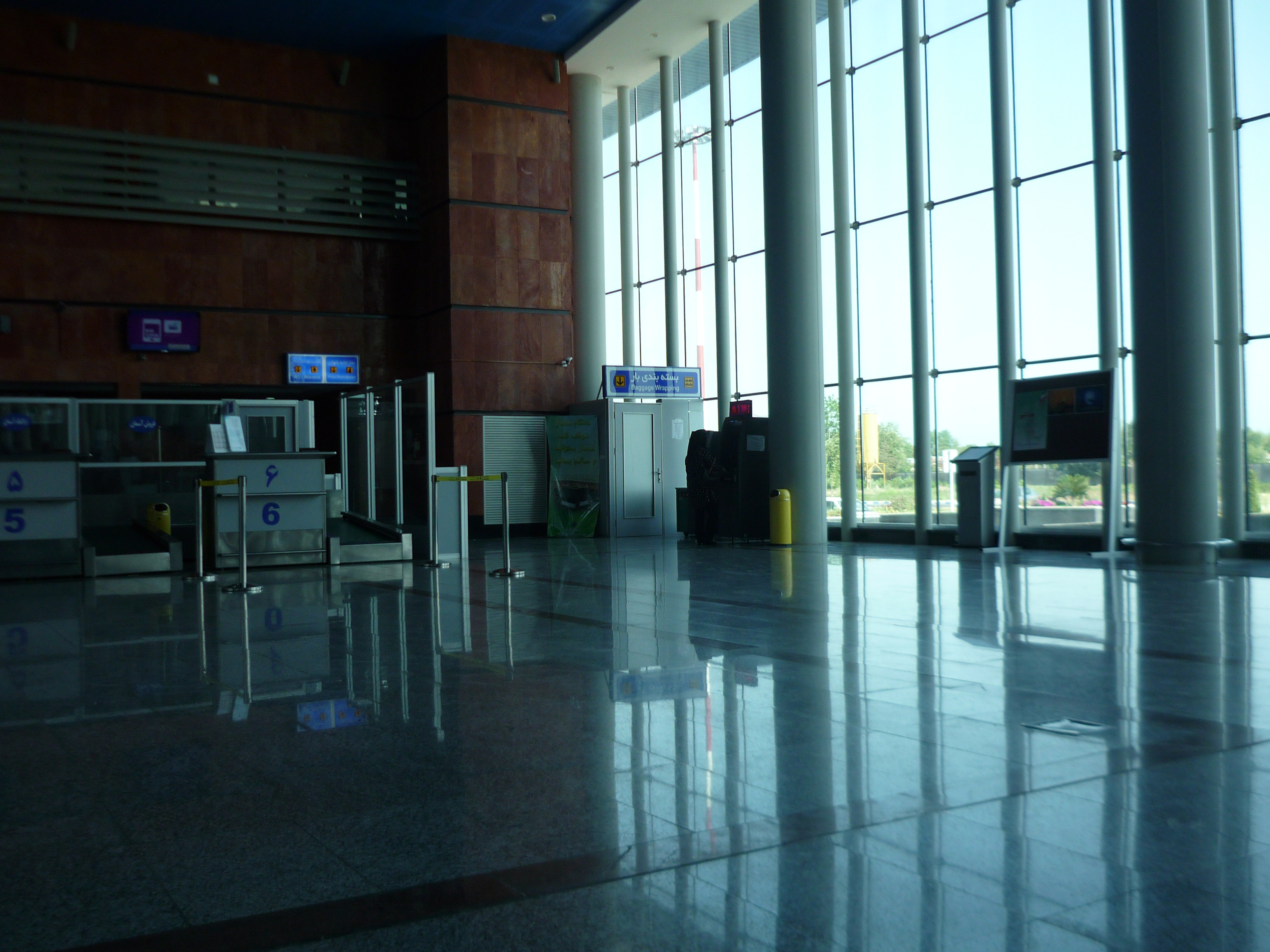
ترمینال پرواز های داخلی

ساختمان تشریفات فرودگاه سردار جنگل رشت به وسعت ۳۳۰ متر مربع، در این پایانه فرایند ورود و خروج فرودگاهی مسافران ویژه و پروازهای اختصاصی دولتی و تجاری به‌طور اختصاصی و با رعایت کامل آداب تشریفات صورت پذیرد